# San Carlos Centro
San Carlos Centro is een plaats in het Argentijnse bestuurlijke gebied Las Colonias in de provincie  Santa Fe. De plaats telt 10.465 inwoners.